# Simbologia delle piante
Le piante possono avere un valore simbolico, spesso legato alle tradizioni del passato, di natura e importanza variabile a seconda dei popoli e delle epoche.

## Tradizione
Ad alcuni alberi, arbusti, erbe, e fiori, sono tradizionalmente associati dei significati che furono oggetto di studio per molti. Il mondo dell'antichità classica non è affatto estraneo a questi temi, per la verità assai ricorrenti nella letteratura greca e latina,
in quella occidentale come pure in quella orientale, nonché nelle sacre scritture. 
Alcuni autori che ne parlarono sono Macrobio, Orazio, Ovidio, Plinio, Teofrasto, Virgilio, e molti altri ancora.

## Simbolismo associato ad alcune piante
Di alcune piante in particolare è ben noto il simbolismo che adombrano:

### Abete
L'abete non è sempre stato "L'albero di Natale"; a questo scopo venne utilizzato per la prima volta a Strasburgo nel 1605. Nei secoli precedenti era posto in relazione alla longevità ma col passare del tempo cominciò ad esser visto come simbolo di gioia e di coesione familiare. Come tutte le conifere, esso rievoca la resurrezione di Cristo.

### Acacia
Qualità come la forza e il vigore vengono attribuiti all'acacia per via del legno di robusta fattura. 

### Agrifoglio
Grazie ai suoi due colori, verde delle foglie e rosso delle bacche, l'agrifoglio ha due distinti significati. I significati che si riferiscono al verde della pianta riguardano infatti la speranza e l'eternità mentre quegli riguardanti il colore rosso rappresentano il rosso del sangue e la voglia di combattere. Tradizionale è il suo impiego durante le feste di Natale, poiché è rappresentante di gioia e prosperità.

### Alloro

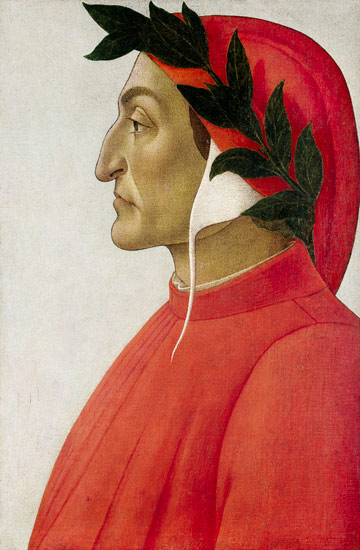
Dante Alighieri (Sandro Botticelli)

(Laurus nobilis): Moltissimi sono stati e sono tutt'oggi i momenti in cui viene utilizzata questa pianta tanto potente da richiamare alla memoria persino i fasti delle antiche civiltà. Infatti l'alloro è una pianta usata fin dagli albori dei tempi per scopi aulici e solenni ed è così che il suo significato si è caricato di così tanta potenza da farla trasformare in una sorta di pianta-mito.
Ad esempio gli oracoli masticavano delle foglie di alloro pensando che queste inducessero ad avere delle visioni. Con il passare del tempo all'alloro si associò un unico e grande significato: la gloria. Alcuni dei grandi uomini del passato sono raffigurati con in testa la corona di alloro e tra loro compaiono personaggi storici come Gaio Giulio Cesare, Dante Alighieri e Francesco Petrarca (allusione all'incoronazione poetica)

### Bambù
(Bambuseae): Nella cultura occidentale quello del bambù è un simbolo poco diffuso ma in Asia la sua è una simbologia positiva che rappresenta la forza virile. In particolare in Cina fa parte, insieme al pino e al pruno della Triade della longevità.

### Cedro
Pianta dai lunghi rami e dall'alto fusto il cedro rievoca concetti come elevazione spirituale e immortalità. Dalla Bibbia apprendiamo che la costruzione del tempio venne eseguita servendosi del legno di Cedro.

Celebre è la bandiera del Libano che raffigura un cedro su sfondo bianco con strisce rosse orizzontali e parallele.

### Cipresso
(Cupressus Semprevirens): Questo albero, onnipresente nei luoghi di sepoltura, viene associato alla vita spirituale e all'immortalità. Alcuni popoli orientali come i Giapponesi e i Cinesi si riferiscono ad esso con l'epiteto "albero della vita". La pianta compare pure nei versi biblici che narrano la costruzione dell'Arca di Noè; per adempiere al compito affidatogli da Dio il patriarca decise di impiegare proprio il legno di cipresso.
"Fatti un'arca di legno di cipresso; dividerai l'arca in scompartimenti e la spalmerai di bitume dentro e fuori." 
Genesi 6,14

### Crisantemo
A causa del suo utilizzo nei cimiteri, il crisantemo ha, nell'immaginario collettivo occidentale, una connotazione negativa mentre in Giappone è investito da un valore sacro e rappresenta la longevità e l'eternità.

### Dattero
Il dattero è un frutto molto importante e valorizzato nel mondo arabo poiché è citato nel Corano e suo è il simbolo della dolcezza.

### Edera
L'edera in tempi antichi era associata a Dioniso poiché nella mitologia questa salvò la vita al dio del vino. Grazie ad aver salvato Dioniso questa pianta conserva ancora oggi dei significati positivi ma quello più importante nella nostra epoca è il significato negativo. Infatti, a causa della sua natura, del suo aggrapparsi con grande tenacia, essa incarna le forze oscure e l'influenza dei demoni sulle forze del bene.

### Erba
Tutt'oggi le tribù africane vedono nell'erba alta della savana la capigliatura della terra. In generale il suo è il significato dell'energia vitale.

### Fico
È uno degli alberi citati nelle sacre scritture. Ad esso si associa pure il significato di fertilità, tanto che per alcune credenze mangiare la polpa del frutto da lui prodotto aumenta la fertilità. Nell'antica Grecia il fico veniva associato alla dèa Atena.

### Frassino
Il frassino viene definito come "asse del mondo" probabilmente perché nelle antiche culture nord-europee questo albero veniva associato al mito della creazione del mondo. In epoca moderna il suo uso è ormai diventato famoso perché si pensa che un paletto ricavato dal suo legno sia l'unica soluzione per uccidere un vampiro.

### Garofano
Emblema dei monarchi francesi, il garofano è oggi simbolo di gloria, potere e onore, ma anche del movimento dei lavoratori.

### Gelso
Per via di una credenza popolare, nata in Inghilterra, il gelso è oggi chiamato anche "albero del diavolo". Si narra infatti che Satana stesso sia caduto da un albero di gelso e che questo fatto sia avvenuto un 11 ottobre di un anno sconosciuto. Per questo infatti, durante l'11 ottobre nessuno coglie mai le more del gelso.

### Ghirlanda
Era uno strumento assai diffuso e adoperato in diverse situazioni; per comunicare un dato messaggio, una condizione (regale, sacerdotale, di purezza, ecc,), per rendere omaggi alle divinità, per scongiurare un evento nefasto, per veicolare presunte influenze soprannaturali. Moltissime piante possono ascriversi al novero di quelle impiegate nella realizzazione di questi oggetti; su tutte citiamo il Lauro ed il grano. Il primo era simbolo di vittoria, attestava il potere degli imperatori ed in generale degli uomini di elevato profilo spirituale ed intellettuale, che in virtù del legame della pianta col dio Apollo testimoniava la vicinanza dei poeti alle muse e per estensione alle sfere celesti. Il secondo adornava il capo della dea Cerere e assumeva un significato particolare nel culto misterico di Eleusi. 
Ormai usata come ornamento per le feste natalizie, questa pianta era sia nel mondo romano sia in quello indiano molto importante. Per questi due popoli infatti esse aveva rispettivamente valore di gioia e di unione spirituale.

### Giglio
Frequentissimo nell'araldica, il giglio ha altri significati oltre a quello della regalità. Per la sua forma e per il suo pistillo in erezione questo fiore è infatti simbolo erotico e fallico. Mentre per il suo colore bianco evoca purezza.

### Girasole
Già dal suo nome si intuisce quello che evoca questa pianta, ovvero il sole. La forma del suo grande fiore, così come il suo colore, rievocano il sole ma anche il suo essere sempre rivolto in direzione di questa stella fanno sì che questa pianta venga posta come l'emblema della vitalità, dell'energia e dell'amore.

### Grano
Il grano è per antonomasia il simbolo del ciclo delle rinascite. Il cereale che resta sotto terra ricorda appunto il feto nel grembo materno. Inoltre il grano era associato al denaro grazie al simbolo di opulenza che esercitava ed esercita.

### Mandorlo
Il mandorlo è il simbolo della rinascita e della speranza grazie al suo immediato fiorire con l'arrivo della primavera. Il suo frutto, la mandorla è invece simbolo di mistero, di una verità che può essere raggiunta solo attraverso un grande sforzo o una prova da superare (la rottura del guscio). La mandorla è anche associata alla conoscenza.

### Melo

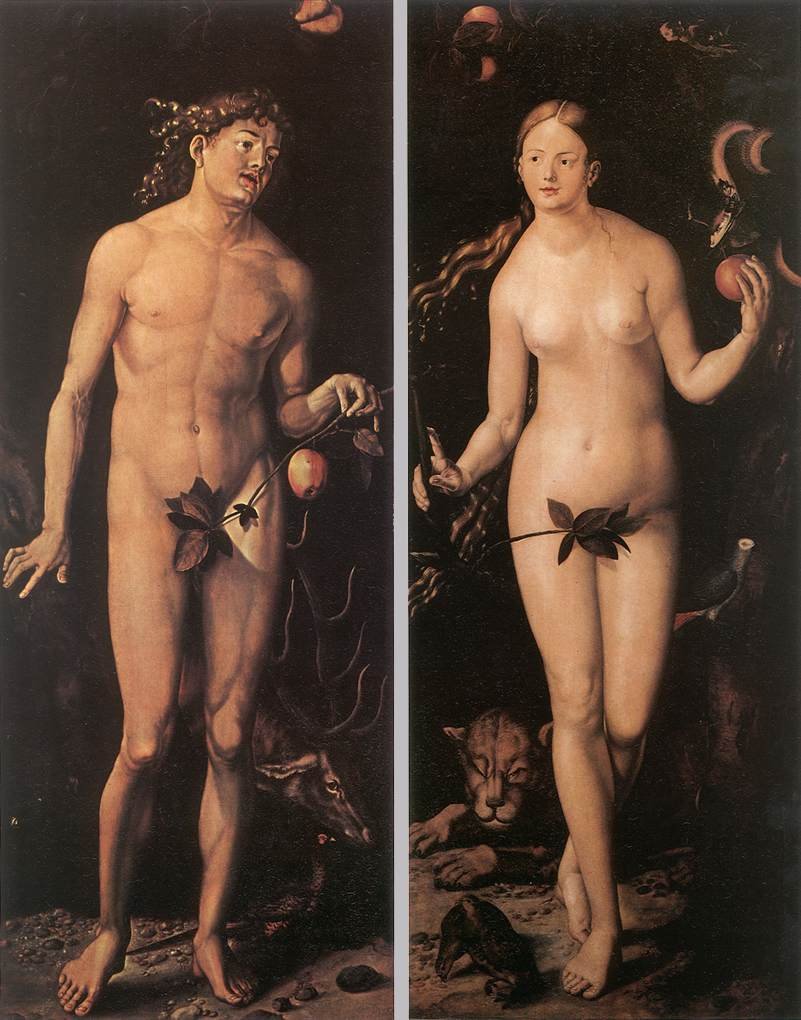
Adamo ed Eva (Hans Baldung Grien)

(Malus domestica): Senza alcun dubbio il suo frutto, la mela è il più carico dal punto di vista simbolico. Associato al mito biblico di Adamo ed Eva, la mela incarna il desiderio, il divieto e con questo diviene subito anche simbolo della conoscenza. Curiosità, mistero e desiderio di scoprire sono infatti significati che si ricollegano alla conoscenza.